# Вяхирево (Лотошинский район)
Вяхирево — деревня в Лотошинском районе Московской области России.
Относится к сельскому поселению Микулинское, до реформы 2006 года относилась к Введенскому сельскому округу. По данным Всероссийской переписи 2010 года численность постоянного населения составила 32 человека (17 мужчин, 15 женщин).

## География
Расположена в центральной части сельского поселения, примерно в 14 км к северо-северо-западу от районного центра — посёлка городского типа Лотошино. Соседние населённые пункты — деревни Сельменево, Канищево и Могильцы. Автобусное сообщение с пгт Лотошино.

## Исторические сведения
На карте Тверской губернии 1850 года Менде — деревня Вяхерева, на специальной карте Европейской России 1871 года Стрельбицкого — Вяхерова.
По сведениям 1859 года — деревня Новского прихода Кобелевской волости Старицкого уезда Тверской губернии в 45 верстах от уездного города, на возвышенном месте, с 9 дворами, 3 колодцами и 63 жителями (32 мужчины, 31 женщина).
В «Списке населённых мест» 1862 года Вяхирево — владельческая деревня 2-го стана Старицкого уезда по Волоколамскому и Гжатскому трактам от города Старицы, при пруде, с 6 дворами и 59 жителями (33 мужчины, 26 женщин).
В 1886 году — 11 дворов и 70 жителей (34 мужчины, 36 женщин). В 1915 году насчитывалось 15 дворов.
С 1929 года — населённый пункт в составе Лотошинского района Московской области.

## Население
| 1859 | 1886 | 2002 | 2006 | 2010 |
| ---- | ---- | ---- | ---- | ---- |
| 59   | ↗70  | ↘55  | ↘52  | ↘32  |